# Nourrir les p'tits oiseaux
Feed the Birds
Nourrir les p'tits oiseaux (Feed the Birds dans la version originale) est une chanson écrite par les frères Sherman (Richard M. Sherman & Robert B. Sherman) pour le film Mary Poppins. Elle est également connue pour être une des chansons favorites de Walt Disney.

## Création de la chanson
Feed the Birds fut la première chanson achevée par les frères Sherman. Quand ils présentèrent pour la première fois la chanson à l'auteur de Mary Poppins, Pamela L. Travers, elle trouva le titre « joli » mais inapproprié pour une voix masculine. Robert Sherman appela alors une secrétaire pour faire écouter la chanson à nouveau. En écoutant la chanson interprétée par une femme, Mrs Travers pensa que la chanson Greensleeves était la seule réellement appropriée pour le film. Son désir premier était que toute la musique du film soit proche des chansons de l'époque édouardienne. Par la suite et à contrecœur, Mme Travers accorda aux compositeurs d'utiliser d'autres chansons.
La version française est interprétée par Éliane Thibault.

## Dans le film

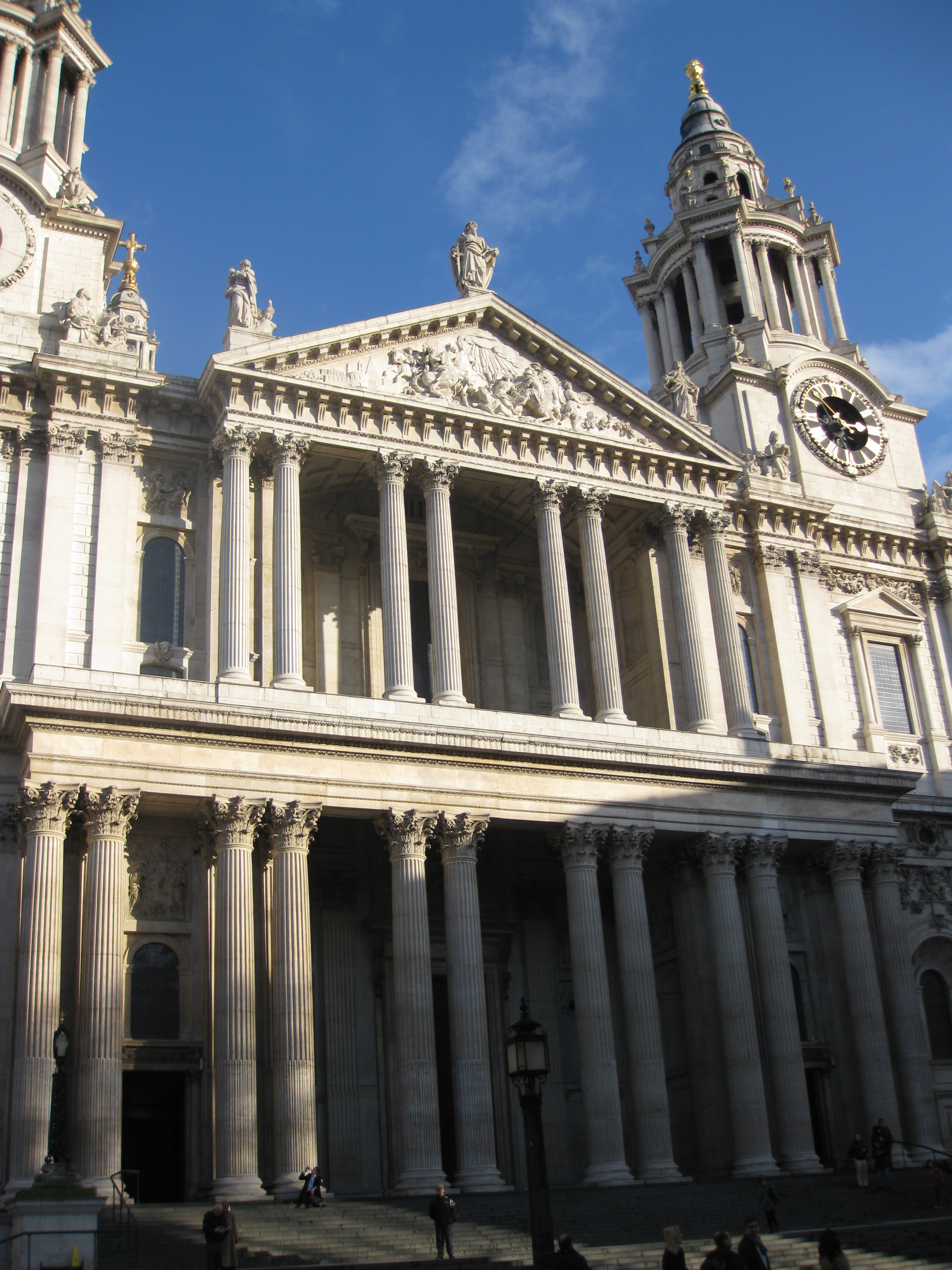
Façade ouest de la Cathédrale Saint-Paul où a été tournée la scène du film.

En contraste avec les habituelles chansons énergiques des films Disney, Nourrir les p'tits oiseaux a des traits religieux et est joué dans un tempo respectueux, semblable à celui d'un hymne. Le thème de la chanson est utilisé à plusieurs reprises pour souligner les moments véritablement importants dans un film qui est la plupart du temps plein d'humour et gai. 
Son thème est employé pour les toutes premières notes au début du film comme ouverture. Sa seconde apparition, la plus importante, intervient quand Mary Poppins (Julie Andrews) chante une berceuse pour endormir les enfants Banks. Dans cette scène, Mary tient une boule à neige représentant la Cathédrale Saint-Paul de Londres qu'elle retourne, faisant apparaitre des oiseaux tournoyant autour du bâtiment. L'image change et devient celle d'un rêve. On y découvre le personnage principal de cette chanson, la vieille femme aux oiseaux, interprétée dans le film par l'actrice Jane Darwell. Assise sur les marches, elle vend aux passants des sacs de graines pour 2 pence.
La troisième utilisation de la chanson dans le film intervient le soir suivant, lorsque Monsieur Banks marche seul dans les rues de Londres vers la banque où il travaille et de laquelle il va se faire renvoyer. Lors de cette séquence, il s'arrête un moment devant les marches où était la femme aux oiseaux.

## Dans la culture populaire
Le personnage principal de la chanson est utilisé comme référence dans le film Il était une fois par la présence d'une vieille femme nommée Clara et qui vend de la nourriture pour oiseaux « deux dollars le sac ». Ce personnage a également été repris dans Maman, j'ai encore raté l'avion où il est joué par Brenda Fricker.
Un des épisodes des Simpson intitulé Shary Bobbins reprend de nombreux éléments du film Mary Poppins, dont cette chanson qui est parodiée sous le nom A Boozehound Named Barney.
En 2005, Julie Andrews sélectionna la chanson pour l'inclure dans son album Julie Andrews Selects Her Favorite Disney Songs.